# Filmografia de Morgan Freeman
O ator e diretor cinematográfico estadunidense Morgan Freeman possui uma aclamada e extensa carreira em cinema, televisão e teatro. Sua estreia no cinema ocorreu em 1964 como um personagem não-creditado no drama The Pawnbroker, de Sidney Lumet. No mesmo ano, Freeman teve sua estreia no teatro como parte do elenco da peça musical da Broadway Hello, Dolly!, escrito por Jerry Herman. Nos anos seguintes, o ator consolidou sua carreira em teatro com participações nas produções The Niggerlovers (1967), The Dozens (1969) e Exhibition (1969). Na década de 1970, Freeman participou do musical Purlie (1970–1971), interpretou múltiplos personagens na série televisiva infantil The Electric Company (1971–1977) e assumiu papéis secundários no drama Who Says I Can't Ride a Rainbow! (1971) e no suspense policial Blade (1973).
Na década de 1980, Freeman teve uma guinada em sua carreira cinematográfica ao assumir papéis de coadjuvante na comédia dramática Teachers (1984) e no drama biográfico Marie (1985) antes de assumir seu papel revelador no suspense policial Street Smart (1987), no qual dividiu as telas com Christopher Reeve e Kathy Baker. Por sua performance como Fast Black, um criminoso investigado pela imprensa, Freeman foi indicado pela primeira vez ao Óscar de Melhor Ator Coadjuvante. Dois anos mais tarde, dividiu as telas com Denzel Washington e Matthew Broderick no aclamado drama histórico Glory (1989), que retratou o preconceito enfrentado pelo primeiro regimento afro-americano da Guerra Civil. No mesmo ano, Freeman voltou a assumir um papel com temática antirracista ao co-estrelar a comédia dramática Driving Miss Daisy como o motorista negro Hoke Colburn, pelo qual recebeu o Globo de Ouro de Melhor Ator em Comédia ou Musical e foi indicado ao Óscar de Melhor Ator Principal.  No encerramento da década, Freeman interpretou deu vida a personagens históricos como o dirigente educacional Joe Louis Clark no drama biográfico Lean on Me (1989) e o líder político Frederick Douglass na minissérie de drama histórico The Civil War (1990).
A década de 1990 foi uma das mais produtivas para o ator que, após participar do criticado The Bonfire of the Vanities (1990), dividiu as telas com Kevin Costner no épico Robin Hood: Prince of Thieves (1991), interpretando o muçulmano Azeem. No ano seguinte, o ator assumiu o aclamado papel do pistoleiro aposentado Ned Logan no western revisionista Unforgiven (1992), dirigido e também estrelado pelo já consagrado Clint Eastwood, sendo esta a primeira das diversas colaborações entre os dois atores. Em 1994, Freeman dividiu as telas com Tim Robbins no aclamado drama The Shawshank Redemption, pelo qual novamente recebeu indicações ao Óscar de Melhor Ator e ao Globo de Ouro de Melhor Ator em Film de Drama. No ano seguinte, voltou ao estilo de suspense policial ao dividir as telas com Brad Pitt em Se7en (1995). Nos anos seguintes, Freeman atuou no drama histórico Amistad (1997), no suspense policial Kiss the Girls (1997) e na ficção científica Deep Impact (1998), sendo este último regularmente comentado como uma das primeiras representações cinematográficas de um afro-americano como Presidente dos Estados Unidos.
Na década de 2000, Freeman retomou suas performances de comédia dramática ao interpretar uma versão de Deus em Bruce Almighty (2003), dividindo as telas com o comediante Jim Carrey. No ano seguinte, o ator interpretou o treinador Eddie Dupris no drama esportivo Million Dollar Baby (2004), sendo esta a sua segunda colaboração Eastwood e que rendeu-lhe indicações a diversos prêmios, incluindo o Óscar de Melhor Ator Coadjuvante. Em 2005, o ator interpretou um amargurado caçador no drama An Unfinished Life e narrou o suspense de ficção científica War of the Worlds, estrelado por Tom Cruise e Dakota Fanning. No ano seguinte, Freeman interpretou Lucius Fox — um tradicional personagem das publicações da DC Comics envolvendo o universo de Batman — no suspense de fantasia Batman Begins (2005). Estrelado por Christian Bale e dirigido por Christopher Nolan, o filme foi aclamado pela crítica e tornou-se um sucesso de bilheteria e teve as sequências The Dark Knight (2008) e The Dark Knight Rises (2012), nas quais Freeman reprisou seu papel. Neste mesmo período, Freeman também estrelou a comédia dramática The Bucket List (2007), o suspense policial Wanted (2008) e interpretou o líder sul-africano Nelson Mandela no drama histórico Invictus (2009).
Na década de 2010, Freeman manteve sua atividade em produções cinematográficas de grande destaque. Em 2011, Freeman foi premiado com o AFI Life Achievement Award pelo American Film Institute que destaca sua contribuição duradoura e o impacto de sua carreira para o cinema estadunidense. Nos anos seguintes, o ator assumiu papéis secundários em filmes destacados como o suspense policial Olympus Has Fallen (2013), a ficção científica Oblivion (filme) (2013), o suspense Now You See Me (2013) e a comédia dramática Last Vegas. Em 2014, Freeman co-estrelou os filmes de ficção científica Transcendence e Lucy.

## Filmografia

### Cinema
| Ano  | Título original                          | Papel                          | Diretor                   | Ref.   |
| ---- | ---------------------------------------- | ------------------------------ | ------------------------- | ------ |
| 1964 | The Pawnbroker                           | Homem na rua                   | Sidney Lumet              |        |
| 1966 | A Man Called Adam                        | Desconhecido                   | Leo Penn                  |        |
| 1968 | Where Were You When the Lights Went Out? | Passageiro                     | Hy Averback               |        |
| 1980 | Brubaker                                 | Walter                         | Stuart Rosenberg          |        |
| 1981 | Eyewitness                               | Tenente Black                  | Peter Yates               |        |
| 1984 | Harry & Son                              | Siemanowski                    | Paul Newman               |        |
| 1985 | Marie                                    | Charles Traughber              | Roger Donaldson           |        |
| 1987 | Street Smart                             | Fast Black                     | Jerry Schatzberg          |        |
| 1988 | Clean and Sober                          | Craig                          | Glenn Gordon Caron        |        |
| 1989 | Glory                                    | Sargento John Rawlins          | Edward Zwick              |        |
| 1989 | Driving Miss Daisy                       | Hoke Colburn                   | Bruce Beresford           |        |
| 1989 | Lean on Me                               | Diretor Joe Clark              | John G. Avildsen          |        |
| 1989 | Johnny Handsome                          | Tenente A. Z. Drones           | Walter Hill               |        |
| 1990 | The Bonfire of the Vanities              | Juiz Leonard White             | Brian De Palma            |        |
| 1991 | Robin Hood: Prince of Thieves            | Azeem                          | Kevin Reynolds            |        |
| 1992 | Unforgiven                               | Ned Logan                      | Clint Eastwood            |        |
| 1992 | The Power of One                         | Geel Piet                      | John G. Avildsen          |        |
| 1994 | The Shawshank Redemption                 | Ellis Boyd Redding             | Frank Darabont            |        |
| 1995 | Outbreak                                 | General Billy Ford             | Wolfgang Petersen         |        |
| 1995 | Se7en                                    | Tenente William Somerset       | David Fincher             |        |
| 1996 | Chain Reaction                           | Paul Shannon                   | Andrew Davis              |        |
| 1996 | Moll Flanders                            | Hibble                         | Pen Densham               |        |
| 1996 | Cosmic Voyage                            | Narrador                       | Bayley Silleck            |        |
| 1997 | Amistad                                  | Theodore Joadson               | Steven Spielberg          |        |
| 1997 | Kiss the Girls                           | Alex Cross                     | Gary Fleder               |        |
| 1998 | Deep Impact                              | Presidente Tom Beck            | Mimi Leder                |        |
| 1998 | Hard Rain                                | Jim                            | Mikael Salomon            |        |
| 2000 | Nurse Betty                              | Charlie                        | Neil LaBute               |        |
| 2000 | Under Suspicion                          | Victor Benezet                 | Stephen Hopkins           |        |
| 2001 | Along Came a Spider                      | Dr. Alex Cross                 | Lee Tamahori              |        |
| 2002 | The Sum of All Fears                     | William Cabot                  | Phil Alden Robinson       |        |
| 2002 | High Crimes                              | Charles W. Grimes              | Carl Franklin             |        |
| 2003 | Bruce Almighty                           | Deus                           | Tom Shadyac               |        |
| 2003 | Dreamcatcher                             | Coronel Abraham Curtis         | Lawrence Kasdan           |        |
| 2003 | Levity                                   | Pastor Miles Evans             | Ed Solomon                |        |
| 2003 | Guilty by Association                    | Tenente Redding                | Po Johns                  |        |
| 2004 | The Hunting of the President             | Narrador                       | Nickolas Perry            |        |
| 2004 | The Big Bounce                           | Walter Crewes                  | George Armitage           |        |
| 2004 | Million Dollar Baby                      | Eddie Dupris                   | Clint Eastwood            |        |
| 2005 | An Unfinished Life                       | Mitch Bradley                  | Lasse Hallström           |        |
| 2005 | War of the Worlds                        | Narrador                       | Steven Spielberg          |        |
| 2005 | La marche de l'empereur                  | Narrador                       | Luc Jacquet               |        |
| 2005 | Batman Begins                            | Lucius Fox                     | Christopher Nolan         |        |
| 2005 | Unleashed                                | Sam                            | Louis Leterrier           |        |
| 2006 | Edison                                   | Ashford                        |                           |        |
| 2006 | The Contract                             | Frank Carden                   |                           |        |
| 2006 | Lucky Number Slevin                      | O Chefe                        | Paul McGuigan             |        |
| 2006 | 10 Items or Less                         | Ele mesmo                      | Brad Silberling           |        |
| 2007 | Evan Almighty                            | Deus                           | Tom Shadyac               |        |
| 2007 | Feast of Love                            | Harry Stephenson               | Robert Benton             |        |
| 2007 | Gone Baby Gone                           | Jack Doyle                     | Ben Affleck               |        |
| 2007 | The Bucket List                          | Carter Chambers                | Rob Reiner                |        |
| 2008 | Wanted                                   | Sloan                          | Timur Bekmambetov         |        |
| 2008 | The Love Guru                            | Narrador                       | Marco Schnabel            |        |
| 2008 | The Dark Knight                          | Lucius Fox                     | Christopher Nolan         |        |
| 2009 | Prom Night in Mississippi                | Ele mesmo                      | Paul Saltzman             |        |
| 2009 | Thick as Thieves                         | Keith Ripley                   | Mimi Leder                |        |
| 2009 | The Maiden Heist                         | Charles                        | Peter Hewitt              |        |
| 2009 | Invictus                                 | Nelson Mandela                 | Clint Eastwood            |        |
| 2010 | RED                                      | Joe Matheson                   | Robert Schwentke          |        |
| 2011 | Born to Be Wild                          | Narrador                       | David Lickley             |        |
| 2011 | Conan the Barbarian                      | Narrador                       | Marcus Nispel             |        |
| 2011 | Breaking the Taboo                       | Narrador                       | Fernando Grostein Andrade |        |
| 2011 | Dolphin Tale                             | Dr. Cameron McCarthy           | Charles Martin Smith      |        |
| 2012 | The Magic of Belle Isle                  | Monte Wildhorn                 | Rob Reiner                |        |
| 2012 | The Dark Knight Rises                    | Lucius Fox                     | Christopher Nolan         |        |
| 2013 | Olympus Has Fallen                       | Speaker Allan Trumbull         | Antoine Fuqua             |        |
| 2013 | Oblivion                                 | Malcom Beech                   | Joseph Kosinski           |        |
| 2013 | Now You See Me                           | Thaddeus Bradley               | Louis Leterrier           |        |
| 2013 | Last Vegas                               | Archie                         | Jon Turteltaub            |        |
| 2013 | The LEGO Movie                           | Vitruvius                      | Phil Lord Chris Miller    |        |
| 2014 | Transcendence                            | Joseph Tagger                  | Wally Pfister             | [ 60 ] |
| 2014 | Lucy                                     | Professor Samuel Norman        | Luc Besson                |        |
| 2015 | Last Knights                             | Bartok                         | Kazuaki Kiriya            |        |
| 2015 | ted2                                     | Patrick Meighan                | Seth MacFarlane           |        |
| 2015 | Momentum                                 | Senador                        | Stephen Campanelli        |        |
| 2016 | London Has Fallen                        | Vice-presidente Allan Trumbull | Babak Najafi              |        |
| 2016 | Now You See Me 2                         | Thaddeus Bradley               | Jon M. Chu                |        |
| 2016 | Ben-Hur                                  | Xeique Ilderim                 | Timur Bekmambetov         |        |
| 2017 | Going in Style                           | Willie                         | Zach Braff                |        |
| 2017 | Just Getting Started                     | Duke Diver                     | Ron Shelton               |        |
| 2018 | Alpha                                    | Narrador                       | Albert Hughes             |        |
| 2018 | The Nutcracker and the Four Realms       | Drosselmeyer                   | Lasse Hallström           |        |
| 2018 | Brian Banks                              | Jerome Johnson                 | Tom Shadyac               |        |
| 2019 | The Poison Rose                          | Doc                            | George Gallo              |        |
| 2019 | Angel Has Fallen                         | Presidente Allan Trumbull      | Ric Roman Waugh           |        |
| 2020 | The Comeback Trail                       | Reggie Fontaine                | George Gallo              |        |
| 2021 | Coming 2 America                         | Ele mesmo                      | Craig Brewer              |        |
| 2021 | Vanquish                                 | Damon                          | George Gallo              |        |
| 2021 | Hitman's Wife's Bodyguard                | Michael Bryce                  | Patrick Hughes            |        |
| 2022 | Paradise Highway                         | Gerick                         | Anna Gutto                |        |
| 2022 | The Minute You Wake Up Dead              | Xerife Thurmond Fowler         | Michael Mailer            |        |
| 2023 | The Ritual Killer                        | Dr. Mackles                    | George Gallo              |        |
| 2023 | A Good Person                            | Daniel                         | Zach Braff                |        |
| 2023 | 57 Seconds                               | Anton Burrell                  | Rusty Cundieff            |        |
| 2024 | My Dead Friend Zoe                       | Dr. Cole                       | Kyle Hausmann-Stokes      |        |
| 2024 | Gunner                                   | Kendrick Ryker                 | Dimitri Logothetis        | [ 61 ] |
| 2025 | Now You See Me: Now You Don't            | Thaddeus Bradley               | Pós-produção              | [ 62 ] |